# Elymnias pantherina
Elymnias pantherina är en fjärilsart som beskrevs av Hans Fruhstorfer 1907. Elymnias pantherina ingår i släktet Elymnias och familjen praktfjärilar. Inga underarter finns listade i Catalogue of Life.